# Ердаков, Сергей Валерьевич
Сергей Валерьевич Ердаков (5 ноября 1943 — 1 октября 2007) — советский спортсмен (велокросс), советский и российский тренер по велосипедному спорту. Главный тренер, менеджер профессиональной сборной команды России по велосипедному спорту «Альфа Люм». Генеральный секретарь Федерации велосипедного спорта России. Мастер спорта СССР по велокроссу (1964). Кандидат педагогических наук (1972). Заслуженный тренер СССР (1980). Автор более 60 опубликованных научных работ.

## Биография
Родился 5 ноября 1943 года.
В 1964 году получил звание мастер спорта СССР по велокроссу.
В 1965 году был участником чемпионата СССР по велокроссу.
В 1968 году окончил Казахский государственный институт физической культуры.
В 1972 году получил учёную степень кандидата педагогических наук.
В 1980 году получил звание Заслуженного тренера СССР.
Являлся главным тренером и менеджером профессиональной сборной команды России по велоспорту «Альфа Люм». Был связан с созданием этой первой профессиональной спортивной команды СССР.
Был генеральным секретарём Лиги профессионального велоспорта.
Занимал должность генерального секретаря Федерации велосипедного спорта России, был её координатором по профессиональному спорту.
Ряд его воспитанников получил звания мастеров спорта.
Его перу принадлежат более 60 опубликованных научных работ, в число которых входят написанные в соавторстве книги «Солнце в спицах» (1981) и «Тренировка велосипедистов-шоссейников» (1990).
Умер 1 октября 2007 года от сердечного приступа. Церемония прощания должна была состояться в 12-00 13 октября 2007 года на Крылатском велотреке.

## Отзывы
По словам Ольги Линде, в 2001 году президент Федерации велосипедного спорта России Александр Гусятников рекомендовал ей Сергея Ердакова, как «ходячую энциклопедию» велосипедного спорта.